# Eric Birley
Pour les articles homonymes, voir Birley.
Eric Barff Birley  (12 janvier 1906 - 20 octobre 1995), est un historien et archéologue britannique, particulièrement associé à la fouille des forts du mur d'Hadrien, notamment à Vindolanda.

## Biographie
Eric Birley naît à Eccles, dans le Lancashire, en 1906,. Il est élève au Clifton College puis fait des études classiques au Brasenose College d'Oxford, où il obtient une double première en Mods et Greats. Il est influencé dans l'étude de l'histoire et  de l'archéologie par l'historien Michael Holroyd (1892-1953), son tuteur à Brasenose, Robin G. Collingwood, spécialiste de la Bretagne romaine, et F. G. Simpson, directeur des études de terrain à Durham.

## Carrière
Sous la direction de F.G. Simpson, Birley commence des fouilles au mur d'Hadrien en 1927, pendant ses études à Birdoswald. Après son diplôme d'Oxford, Birley travaille pendant une courte période pour la Society of Antiquaries of London en tant qu'observateur de chantier de construction pour la société à Londres,. Il se lie d'amitié avec Mortimer Wheeler du London Museum, qui suscite chez lui un intérêt pour la céramique sigillée. Une découverte fortuite en 1929 de deux pierres d'inscription dans la praetentura à Birdoswald a conduit Birley à suggérer de re-dater les périodes du mur. Cette découverte et la nouvelle datation suggérée ont eu un impact considérable sur l'étude de la Bretagne romaine dans la mesure où elles on formé la base des travaux ultérieurs sur la chronologie du mur d'Hadrien.
En 1929, ayant développé un vif intérêt pour le mur d'Hadrien lors de ses fouilles, Birley réussit à acheter le Clayton Estate à Chesterholm qui avait appartenu à Anthony Hedley, un antiquaire du XIXe siècle. Le site est converti en musée et centre de recherche pour les découvertes de Vindolanda.
En 1931, il est nommé chargé de cours à l'université de Durham, puis promu lecteur en 1943. Il succède à F.G. Simpson en tant que directeur des études sur le terrain. En 1947, il devient vice-principal, puis en 1949, principal  de Hatfield College jusqu'en 1956,. Il est nommé professeur d'histoire et d'archéologie romano-britannique (1956–1971), chef du département d'archéologie (1956–1971), et doyen de la faculté des sciences sociales (1968–1971) de l'université de Durham,.
En 1949, Eric Birley crée le premier Congress of Roman Frontier Studies.

## Durant la Seconde Guerre mondiale
Pendant la Seconde Guerre mondiale, Birley travaille dans le renseignement militaire, Dans les honneurs du Nouvel An de 1943, Birley, alors promu au grade de capitaine et de major temporaire, devint membre de la division militaire de l'ordre de l'Empire britannique (MBE).
En 1934, Birley épouse Margaret "Peggy" Goodlet, une de ses anciennes étudiantes qui a fouillé à Housesteads et Vindolanda et avec qui il a publié un rapport sur les fouilles de Vindolanda,. Le couple a deux fils, tous les deux archéologues, Anthony et Robin Birley (en).
Eric Burley meurt à Carvoran House, à Greenhead, dans le  Northumberland, le 20 octobre 1995, à l'âge de 89 ans,.

## Publications
- Housesteads Roman Fort Northumberland, London, Her Majesty's Stationery Office, 1952 (lire en ligne)
- Roman Britain and The Roman army collected papers, Kendal, Titus Wilson & Son Ltd., 1953 (lire en ligne)
- Corbridge Roman Station Official Guidebook, London, Her Majesty's Stationery Office (HMSO), 1954 (lire en ligne)
- Chesters Roman Fort Northumberland, London, Her Majesty's Stationery Office, 1960 (lire en ligne)
- Research on Hadrian's Wall, Kendal, Titus Wilson & Son Ltd., 1961 (lire en ligne)
- avec Hubert Devijver, The Equestrian Officers of the Roman Imperial Army, Vol. 1. Amsterdam: J. C. Gieben, 1988.